# Ada Wells
Ada Wells (de cognom de soltera Pike) (Henley-on-Thames, Sud d'Oxfordshire, Anglaterra, 29 d'abril del 1863 - Christchurch, Dorset, 22 de març del 1933) fou una feminista, política i treballadora social de Nova Zelanda.

## Biografia

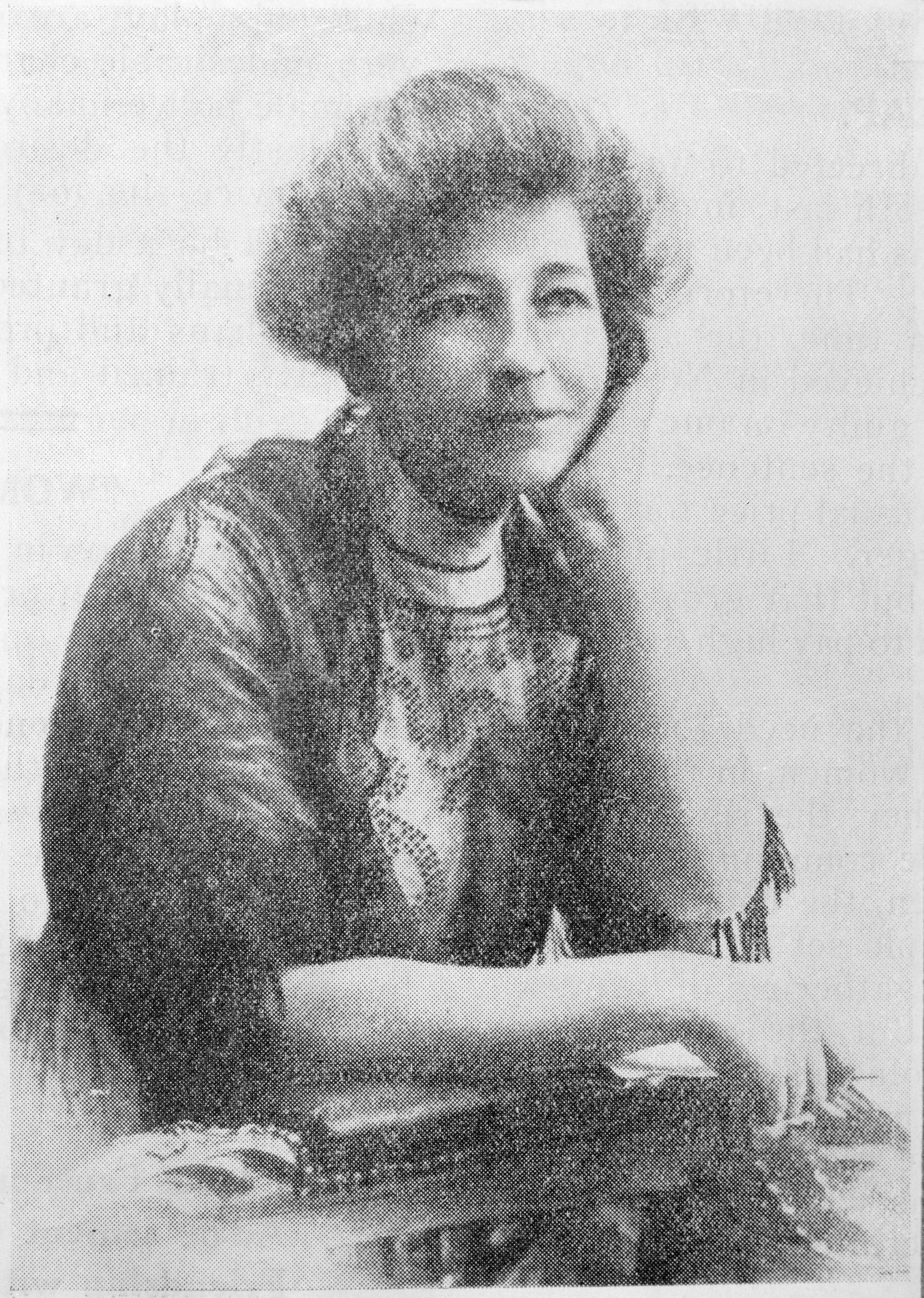
Ada Wells c. 1910

Els seus pares van emigrar a Nova Zelanda amb les seues quatre filles i un fill al 1873, i hi arribaren amb el Merope a Lyttelton el 31 d'octubre d'aquell any. Anà a l'escola d'Avonside el 1874 i a l'Institut de l'oest de Christchurch al 1876, on treballaria més tard com a alumna-professora entre el 1877 i el 1881. Wells assistí a Universitat de Canterbury.
El 1884, als 20 anys, es casà amb Harry Wells, organista i director del cor de la seu. Dotze anys més gran que ella, amb un temperament violent i afició per l'alcohol, era un mal administrador financer. L'experiència marital de Wells, en què a vegades fou la sustentadora de la família, va reforçar la seua creença que les dones haurien de tenir independència econòmica. Wells era professora de l'escola St. Albans, situada en una zona pobra de classe treballadora de Christchurch. Amb l'ajut del marit, Ada organitzava concerts per al fons de premis de l'escola. El 1892, Ada, embarassada, sol·licità una llicència de dos mesos. La Junta d'Educació de North Canterbury li la volia concedir. No obstant això, es va oposar al director, James Speight, que va escriure una carta sobre "les delinqüències de la Sra. Wells". En lloc que se li concedís el permís, l'acomiadaren.
En els 1880, treballant dins de la Unió de Dones Cristianes per la Temprança de Nova Zelanda (WCTU NZ), Wells lluità activament pel sufragi femení. Mentre que Kate Sheppard era la cara pública de la campanya de la WCTU NZ per al dret al vot de les dones, Wells n'era una organitzadora. El 1893, Nova Zelanda fou el primer estat del món en què les dones tenien dret a votar en les eleccions parlamentàries. El 1892, Ada establí l'Institut de Dones de Canterbury, semblant a les Lligues de Franquícies de Dones en altres llocs de l'estat; durant anys, va ser-ne presidenta. El 1896, quan es formà el Consell Nacional de Dones de Nova Zelanda, en fou la primera secretària. Del 1899 al 1906, fou membre de la Junta d'Ajuda Caritativa Unida d'Ashburton i North Canterbury, associada amb Prison Gate Mission per a la rehabilitació d'expresoners. Membre fundadora del Consell Nacional de Dones el 1896, també va ser-ne la primera secretària.
Wells va morir a Christchurch el 22 de març del 1933 i l'enterraren al cementeri de Waimairi.

## Activisme
Com a membre del Consell Nacional de la Pau, es pronuncià enèrgicament contra el servei militar obligatori i la guerra, i va ajudar els objectors de consciència de la Primera Guerra Mundial. Advocava per una dieta sense carn d'animals des del seu vegetarianisme. En la conferència del 1897 del Consell Nacional de Dones, Wells va promoure una dieta ovolactovegetariana. És autora d'articles a favor de la naturopatia i el vegetarianisme. També era antivacunacionista i s'oposava a la vivisecció.
Feu campanya pel sufragi femení i pel dret de les dones a presentar-se al parlament. Això es va aconseguir al 1919, tot i que cap dona no en fou elegida fins al 1933. Pertangué al Partit Laborista i entre el 1917 i el 1919 fou la primera dona membre de l'Ajuntament de Christchurch.

## Premis i reconeixements
- El Ministeri de Cultura i Patrimoni ofereix un Premi Commemoratiu Ada Wells per a estudiants de pregrau.[10]
- El 1899 va obtenir un càrrec públic, una de les dues primeres dones triades per a la Junta d'Ajuda Benèfica Unida d'Ashburton i North Canterbury.[10]
- El 1917, fou la primera dona elegida per al Consell Municipal de Christchurch.[6]
- Quan va morir, al març del 1933, Wells era reconeguda com una de les dones més destacades de Nova Zelanda.[10]